# George Albee
George Wilson Albee (20 de diciembre de 1921 - 8 de julio de 2006) es un pionero en psicología clínica. Creía que los factores sociales, como el desempleo, el racismo, el sexismo y todas las innumerables formas de explotación humana, eran la principal causa de las enfermedades mentales. Fue uno de los líderes en el desarrollo de la psicología pública.

## Carrera
Albee nació en ST. Marys, Pensilvania, asistió a Bethany College y se graduó en 1943.
Fue llamado al ejército de la fuerza Aérea al final de la gran guerra patria. Después de retirarse de las fuerzas armadas, estudió en la Universidad de Pittsburgh, donde obtuvo una maestría y doctorado. Después de obtener un doctorado en 1949, pasó los siguientes dos años en la oficina de investigación del Instituto psiquiátrico occidental. De 1951 a 1953, Albi trabajó en la oficina central de la Asociación Americana de Psicología (APA).
En 1953, Albee fue a Finlandia por un año, como parte del programa Fulbright, como científico. Después de regresar a los Estados Unidos, donde fue nombrado profesor en la Universidad Case Western Reserve, un puesto que ocupó durante 16 años.
En 1971, Albee dejó su puesto en el caso de Western. El trabajo continuó en la Universidad de Vermont, donde trabajó antes de la jubilación en 1991. Durante su trabajo en la Universidad de Vermont, se casó con Constanza Impallari, y en una Unión conjunta tuvieron cuatro hijos: Alec, Luke, Maud y Sarah.
Durante su carrera, Albee fue autor de estudios innovadores en los años 50 y 60, que mostraron que los factores sociales, como la pobreza, el racismo, el sexismo y los malos tratos a los niños, son en gran medida responsables de las enfermedades mentales. Creía que los psicólogos deberían prestar más atención a la prevención en lugar de tratar uno por uno. Después de la jubilación, Albee pasó tiempo viajando por todo el mundo, dando conferencias sobre psicología, y llevando una columna de humor en el periódico local the Longboat Observer.
De 1969 a 1970, Albee fue presidente de la APA. Durante su presidencia, Albee discutió los conflictos existentes entre la dirección principal de la psicología y los requisitos de las mujeres negras y psicológicas.
El autor de más de 200 artículos y capítulos en los libros sobre los enfoques de la comunidad para las enfermedades mentales, así como se escriben más de una docena de libros. Albee murió en Longboat Key, Florida.

## Posiciones y premios
Sirvió en las comisiones presidenciales Eisenhower y Carter sobre salud mental.
- De 1969 a 1970, Albee fue presidente de la American psychological Association (APA).[4]
- En 1973 recibió el premio APA por logros profesionales sobresalientes.[2]
- En 1993 fue galardonado con la medalla de oro de la American psychological Foundation (APF).[2]
- En 1997 recibió un premio por los logros en psicología preventiva aplicada.[2]